# Pírcing Hafada
Un pírcing Hafada (o pírcing escrotal) és un pírcing genital realitzat a qualsevol paret de la pell de l'escrot. Normalment no es perfora molt profundament, i encara que es tracta d'un pírcing superficial, el risc de creixement i de migració és molt baix a causa de la flexibilitat de la pell en aquesta zona.

## Història
Suposadament, els pírcings Hafada ja s'han realitzat com un ritual per a joves adolescents d'Orient Mitjà. No obstant això, no hi ha proves d'aquesta teoria.

## Realització i curació
Igual que amb altres pírcings, és desinfecta la zona de la pell que cal travessar. A continuació, es marca el punt d'entrada i sortida, és fixa la pell amb una pinça Pennington i es punxa amb una agulla especial.
Es pot inserir un anell de bola captiva o un barbell com a joia decorativa.
La cicatrització és relativament senzilla i sol prendre entre sis i vuit setmanes.

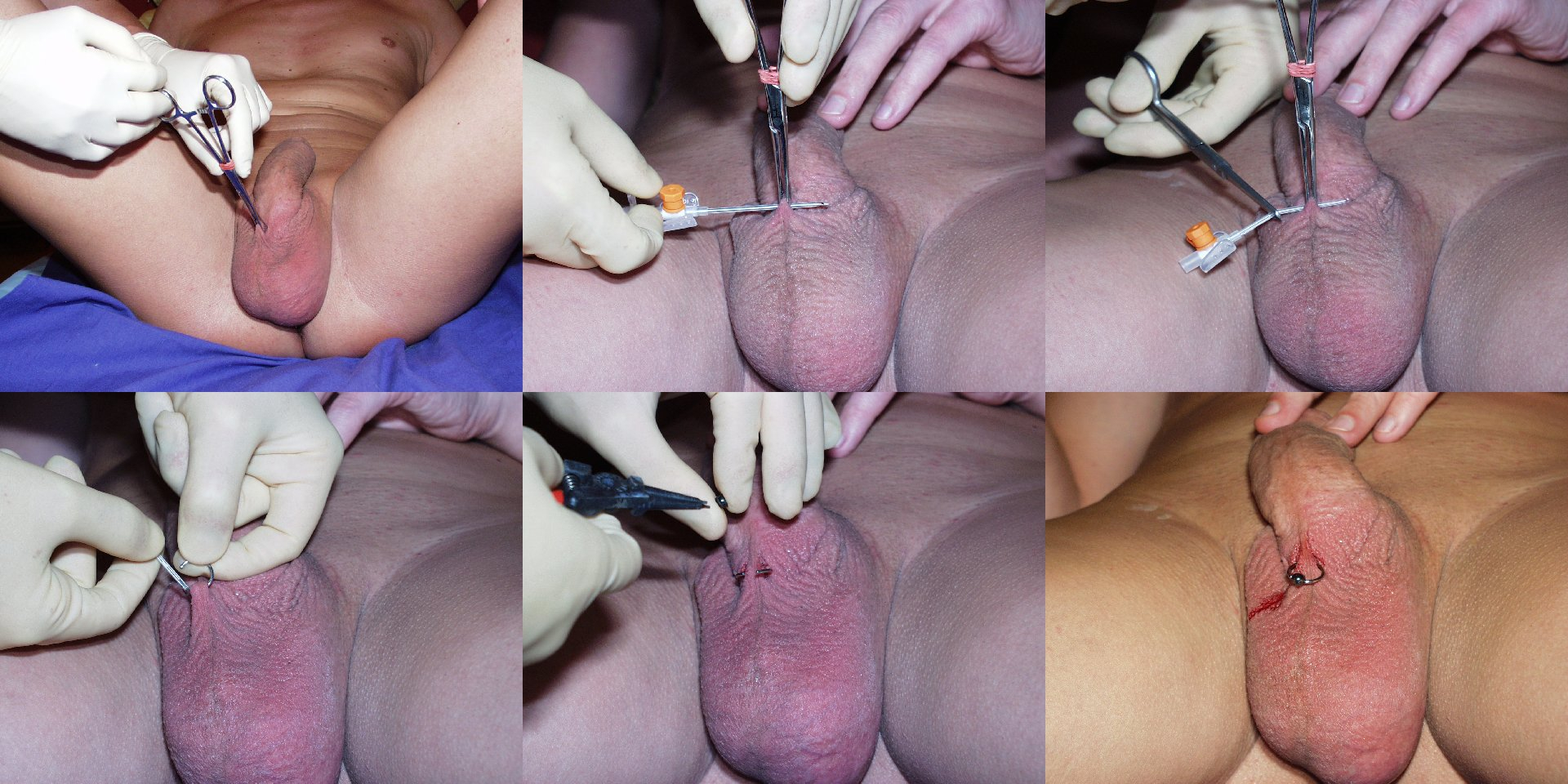
Realització d'un pírcing Hafada

## Varietats

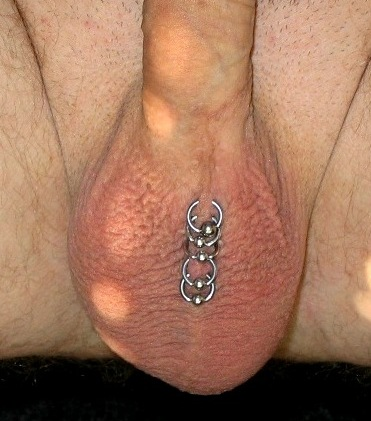
Escala escrotal

Una perforació que travessa l'escrot, de front al darrere, o de costat a costat, es coneix com un pírcing transcrotal.
Quan diversos pírcings Hafada es disposen en una fila o simètrics, recordant els esglaons d'una escala, es denominen escala escrotal.
Igual que molts altres pírcings, els pírcings Hafada es poden estirar amb cura.
El pírcing Lorum es realitza entre l'eix del penis i l'escrot i, per tant, també es pot considerar com una variació d'aquest pírcing